# Дёшин, Александр Александрович
Александр Александрович Дёшин (1869—1945) — русский советский анатом, профессор Московского университета, заслуженный деятель науки РСФСР.

## Биография
Родился в селе Кипель Лихвинского уезда Калужской губернии 3 (15) января 1869 года. Учился на медицинском факультете Московского университета (ученик П. И. Дьяконова). Окончив в 1893 году университетский курс, с 1895 года состоял сверхштатным помощником прозектора на кафедре топографической анатомии и оперативной хирургии и одновременно работал ординатором хирургического отделения в больнице Красного Креста.
В 1896—1897 годах был в заграничной командировке во Франции. В мае 1902 года защитил докторскую диссертацию «Анатомия пупочной области, применительно к развитию так называемых пупочных грыж». В этом же году начал работать на кафедре топографической анатомии Новороссийского университета; с 1903 года — приват-доцент.
В 1905—1908 годах работал в госпитале Улан-Удэ хирургом, а затем начальником госпиталя.
С 1908 года — в Москве. Начал преподавать на кафедре анатомии Высших женских курсов, которую возглавлял Д. Н. Зернов. Во время Первой мировой войны работал хирургом во фронтовых госпиталях.
В 1917 году стал профессором, заведующим кафедрой нормальной анатомии человека 2-го МГУ (с 1930 года — 2-й ММИ).
Область научных интересов — изучение нервных путей спинного и головного мозга; усовершенствование методики их тонкого препарирования. Продолжая традиции Д. Н. Зернова, он расширил анатомический музей, редактировал и дополнил учебник анатомии Д. Н. Зернова. Также он описал многообразие форм человеческого желудка (1924) и проанализировал механизм работы тазобедренного сустава, что было использовано при конструировании протезов нижних конечностей; в 1940 году стал заслуженным деятелем науки РСФСР.
Похоронен на Донском кладбище.